# Precesija enakonočij
Precesíja enakonóčij (latinsko praecessio aequinoctiorum) ali precesíja Zêmljine vrtílne osí je precesija Zemljine vrtilne osi. Zemlja kot telo ni popolna krogla in njeno težišče ni v njenem središču. Kot pri kolebajoči vrtavki se smer Zemljine vrtilne osi počasi, vendar neprestano spreminja in opiše plašč stožca v približno 25.765 letih ali v platonskem, oziroma velikem letu. Ker se premika vrtilna os Zemlje, se premika tudi ekvator (ekvatorska ravnina). Gibanje povzročata gravitacijski sili Sonca in Lune, ter v manjši meri druga telesa, na ekvatorski izboklini vrteče se Zemlje. Zaradi tega se Zemljina vrtilna os premakne glede na inercialni prostor. Gravitacijski vpliv Sonca in Lune podaja lunisolarna precesija. Z izboljšanjem možnosti izračunavanja gravitacijske sile med planeti v prvi polovici 19. stoletja so leta 1863 spoznali, da se tudi ekliptika sama premika, kar so poimenovali planetarna precesija, prevladujočo komponento pa lunisolarna precesija. Njuno kombinacijo so poimenovali splošna precesija namesto precesija enakonočij.
Izraz »precesija« se običajno nanaša na to največje periodično gibanje; druge spremembe smeri Zemljine vrtilne osi, kot sta nutacija in gibanje nebesnega pola, so veliko manjše. Periodične motnje precesije povzroča Luna, kar je nutacija zemljine vrtilne osi. Nutacijska perioda je veliko krajša od precesijske – približno 18,6 let.
Precesija enakonočij se je nekdaj nanašala na gibanje pomladišča vzdolž ekliptike relativno glede na nepomične zvezde živalskega kroga v ozadju, v nasprotni smeri letnega navideznega gibanja Sonca po ekliptiki. Podobna je sodobna razlaga gibanja. V splošnem se za spremembe smeri vrtilnih osi drugih teles rabi izraz osna precesija. V odsotnosti precesije bi tir astronomskega telesa kazal osno vzporednost. Planetarna precesija je posledica majhnega kota med gravitacijsko silo drugih planetov na Zemlji in njeno orbitalno ravnino (ekliptiko), zaradi česar se ravnina ekliptike nekoliko premakne glede na inercialni prostor. Lunisolarna precesija je približno 500-krat večja od planetarne precesije.
Poleg Lune in Sonca tudi drugi planeti povzročajo majhen premik Zemljine osi v inercialnem prostoru, zaradi česar je kontrast v izrazih lunisolarna in planetarna zavajajoč, zato je leta 2006 Mednarodna astronomska zveza priporočila, da se prevladujoča komponenta preimenuje v precesijo ekvatorja, manjša komponenta pa v precesijo ekliptike, vendar se njuna kombinacija še vedno imenuje splošna precesija. Veliko sklicevanj na stare izraze obstaja v publikacijah pred spremembo.
Za odkritelja precesije enakonočij na Zahodu velja Hiparh iz 2. stoletja pred našim štetjem. Obstajajo tudi trditve o zgodnejšem odkritju, kot je na primer indijsko besedilo Vedanga Džjotiša (वेदाङ्ग ज्योतिष) iz leta 700 pr. n. št.

## Nomenklatura
»Precesija« in »procesija« sta izraza, ki se nanašata na gibanje. Beseda »precesija« izhaja iz latinskega praecedere (predhoditi, priti pred ali prej), medtem ko »procesija« izhaja iz latinskega procedere (korakati naprej, napredovati). Na splošno se izraz »procesija« uporablja za opis skupine predmetov, ki se premikajo naprej. Zvezde, gledane z Zemlje, se dnevno navidezno premikajo od vzhoda proti zahodu zaradi Zemljinega dnevnega gibanja in letno zaradi Zemljinega kroženja okrog Sonca. Istočasno je mogoče opaziti, da se zvezde gibajo navidezno s hitrostjo približno 50 ločnih sekund na leto, kar je znano kot »precesija enakonočij«.
Pri opisovanju tega gibanja so astronomi izraz na splošno skrajšali na preprosto »precesija«. Pri opisovanju vzroka gibanja so fiziki uporabili tudi izraz »precesija«, kar je povzročilo nekaj zmede med opazovanim pojavom in njegovim vzrokom, ki je pomemben, ker so v astronomiji nekatere precesije resnične, druge pa navidezne. To vprašanje dodatno zamegljuje dejstvo, da so mnogi astronomi fiziki ali astrofiziki.
Izraz »precesija«, ki se uporablja v astronomiji, na splošno opisuje opazno precesijo enakonočij (zvezde, ki se navidezno vzvratno gibljejo po nebu), izraz »precesija«, ki se uporablja v fiziki, pa na splošno opisuje mehanski proces.

## Učinki
Precesija Zemljine osi ima številne opazne učinke. Prvič, zdi se, da se legi južnega in severnega nebesnega pola gibljeta v krožnicah proti prostorsko nespremenljivemu ozadju zvezd, ki zaključita en obhod v približno 25.800 letih. Medtem ko sedaj zvezda Severnica leži približno na severnem nebesnem polu, se bo to sčasoma spremenilo in druge zvezde bodo postale »severne zvezde«. Čez približno 3200 let bo zvezda Gama Kefeja (Errai, Alrai) v ozvezdju Kefej v tej legi nasledila Severnico. Južni nebesni pol trenutno nima svetle zvezde, ki bi označevala njegovo lego, vendar bo sčasoma precesija povzročila, da svetle zvezde postanejo južne zvezde. Ko se nebesna pola premakneta, pride do ustreznega postopnega premika v navidezni usmerjenosti celotnega zvezdnega polja, gledano z določene lege na Zemlji.
Drugič, Zemljina lega v njenem tiru okrog Sonca ob Sončevih obratih, enakonočjih ali drugem času, določenem relativno glede na letne čase, se počasi spreminja. Naj se Zemljina tirna lega označi ob poletnem Sončevem obratu, ko je nagib Zemljine osi usmerjen neposredno proti Soncu. En polni obhod pozneje, ko se je Sonce vrnilo v isto navidezno lego glede na zvezde v ozadju, nagib ni več neposredno proti Soncu – zaradi učinkov precesije je malo »čez« to. Z drugimi besedami, Sončev obrat se je zgodil malo prej na tiru. Tako je tropsko leto, ki meri cikel letnih časov (na primer čas od enega Sončevega obrata do drugega ali od enega enakonočja do drugega), približno 20 minut krajše od siderskega leta, ki se meri z navidezno lego Sonca glede na zvezde. Po približno 25800 letih razlika znaša celo leto, tako da so lege letnih časov glede na tir »nazaj na začetku«. (Tudi drugi učinki počasi spreminjajo obliko in usmerjenost Zemljinega tira, ti pa v kombinaciji s precesijo ustvarjajo različne cikle različnih obdobij (glej tudi Milankovićevi cikli). Velikost nagiba, v nasprotju z zgolj usmerjenostjo, se prav tako sčasoma spreminja počasi, vendar se ta učinek ne pripisuje neposredno precesiji.)
Iz enakih razlogov navidezna lega Sonca glede na ozadje zvezd v nekem sezonsko določenem času počasi nazaduje za celih 360° skozi vseh dvanajst tradicionalnih ozvezdij zodiaka, s hitrostjo približno 50,3″ na leto ali 1° vsakih 71,6 let.
Trenutno stopnja precesije ustreza obdobju 25.772 let, tako da je tropsko leto krajše od siderskega leta za 1.224,5 s (20 min 24,5 s, {\displaystyle \approx (365,24219\cdot 86400)/25772\!\,}).
Sama stopnja se nekoliko spreminja s časom (glejte vrednosti spodaj), zato ni mogoče reči, da bo čez točno 25.772 let Zemljina os spet tam, kjer je zdaj.
Za nadaljnje podrobnosti glej Spreminjanje polarnih zvezd ter Premik polov in premik enakonočij spodaj.

## Zgodovina

### Helenistični svet

#### Aristarh
Na podlagi nekaterih posrednih podatkov se domneva, da je razliko med siderskim in tropskim letom (katere enostavna logična posledica je gibanje enakonočij na ozadju zvezd) prvič ugotovil v 3. stoletju pr. n. št. Aristarh s Samosa. V Vatikanu sta se ohranila dva staroveška rokopisa z ocenami dolžine leta. S števili iz rokopisov je to moč točno izračunati. Vrednosti sta Aristarhovi leti 365 1/152 dni in 365 - 15/4868 dni, ki predstavljata sidersko in meščansko leto, verjetno tropsko. Oba imenovalca se lahko poveže z Aristarhom, po katerem je bil poletni Sončev obrat 152 let po Metonovem, in njegovo dolgo leto je trajalo 4868 let. Razlika med siderskim in tropskim letom, izračunana iz teh podatkov, ustreza stopnji precesije 1° na 100 let ali 36" na leto (po sodobnih podatkih 1° na 71,6 let). Prva vrednost je točna na nekaj sekund, druga pa na nekaj minut. Obe sta blizu vrednostim, ki sta jih kasneje uporabljala Hiparh in Ptolemaj. Na žalost so vrednost 1° na stoletje uporabljali kasnejši astronomi vse do arabskih. Pravilna vrednost v Aristarhovem času je bila približno 1,38° na stoletje.

#### Hiparh
Odkritje precesije se običajno pripisuje starogrškemu astronomu Hiparhu (190–120 pr. n. št.) iz Nikeje ali z Rodosa. Po Almagestu Klavdija Ptolemaja je Hiparh izmeril longitudo (ekliptično dolžino) Spike (Alfe Device) in drugih svetlih zvezd. Ko je svoje meritve primerjal s podatki svojih predhodnikov, Timoharisa (okoli 320–260 pr. n. št.) in Aristila (okoli 280 pr. n. št.), je ugotovil, da se je Spika premaknila za 2° glede na jesensko enakonočje. Primerjal je tudi dolžino tropskega leta (čas, ki ga Sonce potrebuje, da se navidezno vrne glede na enakonočje) in siderskega leta (čas, ki ga Sonce potrebuje, da se navidezno vrne glede na zvezdo), in ugotovil rahlo odstopanje. Sklepal je, da se enakonočji gibljeta (»precesirata«) skozi zodiak in da stopnja precesije ni manjša od 1° v stoletju, ali z drugimi besedami, dokončanta celotni cikel v največ 36000 letih.
Skoraj vsi Hiparhovi spisi so izgubljeni, vključno z njegovim delom o precesiji. Omenja jih že Ptolemaj, ki je precesijo pojasnjeval kot vrtenje nebesne sfere okrog negibne Zemlje. Smiselno je domnevati, da je Hiparh, podobno kot Ptolemaj, precesijo v geocentričnem smislu razumel kot gibanje neba in ne Zemlje.

#### Ptolemaj
Prvi astronom, za katerega je znano, da je nadaljeval Hiparhovo delo o precesiji, je Ptolemaj v 2. stoletju. Izmeril je longitudo Regula (Alfe Leva), Spike in drugih svetlih zvezd z različico Hiparhove lunarne metode, ki ni zahtevala mrkov. Pred sončnim zahodom je izmeril vzdolžni lok, ki ločuje Luno od Sonca. Nato je po sončnem zahodu izmeril lok od Lune do zvezde. Uporabil je Hiparhov model za izračun longitude Sonca in naredil popravke za Lunino gibanje in njeno paralakso.:251–255
Svoja opažanja je primerjal s Hiparhovimi, Menelajevimi, Timoharisovimi in Agripovimi. Ugotovil je, da so se zvezde med Hiparhovim in njegovim časom (približno 265 let) premaknile za 2° 40' ali 1° v 100 letih (36" na leto – sedaj sprejeta stopnja je približno 50" na leto ali 1° v 72 letih). Možno pa je, da je preprosto zaupal Hiparhovemu izračunu, namesto da bi opravil svoje meritve. Potrdil je tudi, da je precesija vplivala na vse zvezde stalnice, ne le na tiste blizu ekliptike, njegov cikel pa je imel enako obdobje 36.000 let, kot ga je ugotovil Hiparh.

#### Drugi avtorji
Večina starodavnih avtorjev precesije ni omenjala in morda zanjo sploh ni vedela. Prokl je na primer zavrnil precesijo. Njen obstoj je potrdil njegov učenec Amonij, Hermijev sin. Teon iz Aleksandrije, komentator Ptolemaja v 4. stoletju, je sprejel Ptolemajevo razlago. Domneval je, da sfera nepomičnih zvezd doživlja občasna nihanja znotraj 8°, po katerih se vrne v prejšnjo lego. Ta pojav so poimenovali trepidacija. Teon je poročal o tej alternativni teoriji:
»Po nekaterih mnenjih starodavni astrologi verjamejo, da se znamenja Sončevih obratov od neke epohe premaknejo za 8° v vrstnem redu znamenj, nato pa se vrnejo za isto količino nazaj. .  . .«
Namesto da bi nadaljevala skozi celotno zaporedje zodiaka, sta enakonočji »nihali« naprej in nazaj v loku 8°. Teorijo takšne trepidacije je predstavil Teon kot alternativo precesiji. Kasneje je to teorijo še dodelal Tabit ibn Kora, vendar nobena ni pravilno pojasnila pojava.

### Alternativne teorije odkritij

#### Babilonci
Obstajajo različne trditve, da so druge kulture odkrile precesijo neodvisno od Hiparha. Po besedah Albatanija so kaldejski astronomi ločili tropsko in sidersko leto, tako da bi bili približno leta 330 pr. n. št. sposobni opisati precesijo, čeprav netočno, vendar se takšne trditve na splošno štejejo za nepodprte. Kidinu naj bi odkril precesijo enakonočij že leta 349 pr. n. št. Leta 314 pr. n. št., (če je bil še živ), naj bi vedel, da je dolžina siderskega leta daljša od tropskega leta in tako se je morda zavedal pojava precesije enakonočij. S tem naj bi zgladil pot za točnejše Hiparhove račune, saj je kakor zgleda Hiparh, ki je verjetno nekaj časa delal v Babilonu, poznal njegovo delo. Kidinu je vplival tudi na Ptolemaja.

#### Maji
Arheologinja Susan Milbrath je špekulirala, da je bil mezoameriški koledar dolgega štetja »30.000 let, ki vključuje Gostosevce ... morda poskus izračuna precesije enakonočija.« Tega mnenja je nekaj drugih poklicnih znanstvenikov majevske civilizacije.

#### Stari Egipčani
Podali so podobne trditve, da so precesijo poznali v starem Egiptu v dinastičnem obdobju, pred Hiparhovim časom (ptolemajsko obdobje). Vendar te trditve ostajajo sporne. Nekatere zgradbe v tempeljskem kompleksu Karnak so bile na primer domnevno usmerjene proti točki na obzorju, kjer so nekatere zvezde vzhajale ali zahajale v ključnih obdobjih leta. Kljub temu so vodili točne koledarje in, če so zabeležili datum pri rekonstrukcijah templja, bi bilo dokaj preprosto narisati grobo stopnjo precesije. Denderski zodiak, zvezdna karta iz Hatorinega templja v Denderi iz pozne (ptolemajske) dobe, domnevno beleži precesijo enakonočij. V vsakem primeru, če so stari Egipčani poznali precesijo, njihovo znanje kot tako ni zabeleženo v nobenem od njihovih ohranjenih astronomskih besedil.
Michael Rice je v svoji knjigi Egypt's Legacy iz leta 1997 zapisal: »Negotovo je, ali so starodavni poznali mehaniko precesije, preden jo je opredelil Hiparh iz Bitinije v 2. stoletju pr.  n. št., toda kot predani opazovalci nočnega neba so se morali zavedati njenih učinkov.«:128 Rice verjame, da je »precesija temeljnega pomena za razumevanje tega, kaj je poganjalo razvoj Egipta«,:10 do te mere, da »sta v nekem smislu Egipt kot nacionalna država in egipčanski kralj kot živi bog produkt spoznanja Egipčanov o astronomskih spremembah, ki jih je povzročilo neizmerno navidezno gibanje nebesnih teles, ki ga sovseblja precesija.:56 Rice pravi, da je »dokaz, da so v Egiptu v 3. tisočletju pr. n. št. (in verjetno celo pred tem datumom) izvajali najbolj izpopolnjena astronomska opazovanja, razviden iz točnosti, s katero so piramide v Gizi poravnane glede na glavne točke, točnosti, ki jo je bilo mogoče doseči le z njihovo poravnavo z zvezdami.«:31 Egipčani so tudi, pravi Rice, »spremenili usmerjenost templja, ko je zvezda, na kateri je bil prvotno postavljen, premaknila svojo lego kot posledica precesije, nekaj, kar se zdi, da se je večkrat zgodilo v Novem kraljestvu.«:170

### Indija
Pred letom 1200 je imela Indija dve teoriji trepidacije, eno s stopnjo in drugo brez stopnje, ter več povezanih modelov precesije. Vsak je imel manjše spremembe ali popravke različnih komentatorjev. Prevladujoča od treh je bila trepidacija, ki jo opisuje najbolj cenjena indijska astronomska razprava Surja Sidhanta (3:9–12), sestavljena okoli leta 400, vendar revidirana v naslednjih nekaj stoletjih. Uporabljala je sidersko epoho ali ajanamso, ki jo še vedno uporabljajo vsi indijski koledarji. Ajanamsa se spreminja po ekliptični longitudi od 19° 11′ do 23° 51′, odvisno od skupine, s katero so se posvetovali. Ta epoha povzroči, da se približno 30 indijskih koledarskih let začne od 23 do 28 dni po sodobnem marčevem enakonočju. Marčevo enakonočje Surje Sidhante je nihalo 27° v obe smeri glede na siderično epoho. Tako se je enakonočje premaknilo za 54° v eno smer in nato nazaj za 54° v drugo smer. Za dokončanje je cikel trajal 7200 let s hitrostjo 54″/leto. Enakonočje je sovpadlo z epoho na začetku kalijuge leta 3101 pr. n. št. in ponovno 3600 let pozneje leta 499. Smer se je spremenila iz napredne v vzvzratno sredi teh let leta 1301 pr. n. št., ko je dosegla največje odstopanje 27° in ostala vzvratna, v isti smeri kot sodobna precesija, 3600 let do leta 2299.:29–30
Hindujski kozmološki časovni cikli, opisani v Surji Sidhanti, dajo povprečno vrednost siderskega leta 365,2563627 dni, ki je 1,4 s daljša od sodobne vrednosti 365,2563627 dni. Kot najbolj točna ocena bo veljala več kot tisoč let.
Še eno trepidacijo je opisal Varāhamihira okoli leta 550. Njegova trepidacija je bila sestavljena iz loka 46° 40′ v eno smer in povratka na izhodišče. Polovica tega loka, 23° 20′, je bila identificirana z največjo Sončevo deklinacijo na obeh straneh ekvatorja ob Sončevem obratu. Vendar ni bila določena nobena perioda, zato letne stopnje ni mogoče ugotoviti.[12]: 27–28
Več avtorjev je opisalo vrednost precesije približno 200.000 obratov v kalpi 4.320.000.000 let, kar bi bila stopnja {\displaystyle (200.000\cdot 360\cdot 3600)/4.320.000.000=60''/\mathrm {leto} \!\,}. Verjetno so njihove vrednosti odstopale od celo 200.000 obratov in je bila akumulirana precesija nič okoli leta 500. Visnukandra (okoli 550–600) je omenjal 189.411 obratov v kalpi ali 56,8″/leto. Bhaskara I. (okoli 600–680) je omenjal 94.110 obratov v kalpi ali 58,2″/leto. Bhaskara II. (okoli 1150) je omenjal 199.699 obratov v kalpi ali 59,9″/leto.:32–33

### Kitajska astronomija
Ju Ši (4. stoletje) je bil prvi kitajski astronom, ki je omenil precesijo. Stopnjo precesije je ocenil na 1° v 50 letih.

### Srednji vek in renesansa
V srednjeveški islamski astronomiji je bila precesija znana na podlagi Ptolemajevega Almagesta in opazovanj, ki so izpopolnila vrednost. Arabski astronomi so pokazali, da je precesija monotona. Verjeli pa so, da se stopnja precesije periodično spreminja, tako da je mogoče spremembo longitud zvezd razstaviti na dve komponenti: enakomerno povečanje (sama precesija), na katero se nanese periodično nihanje (trepidacija).
Albatani je v svojem delu Sabejske tabele (az-Zīdž aṣ-Ṣābi’), potem ko je omenil Hiparhov izračun precesije in Ptolemajevo vrednost 1° na 100 tropskih let, navedel, da je izmeril precesijo in ugotovil vrednost 1° na 66 tropskih let.
Kasneje je Ali Sufi omenjal iste vrednosti v svoji knjigi Knjiga o nepomičnih zvezdah iz leta 964, da je Ptolemajeva vrednost za precesijo 1° na 100 tropskih let. Nato je navedel drugačno vrednost iz Zidža Al Mumtahana, ki je bil napisan med vladavino abasidskega kalifa Al Mamuna, kot 1° na vsakih 66 tropskih let. Prav tako je navajal zgoraj omenjene Albatanijeve Sabejske tabele, ki prilagajajo koordinate za zvezde za 11° in 10′, da bi upoštevale razliko med Albatanijevim in Ptolemajevim časom.
Kasneje so Il-kanove tabele (al-Zidži al-Il-Kani), ki so jih sestavili leta 1272 pod at-Tusijevim vodstvom na Observatoriju Maraga, določile precesijo enakonočij na 51″ na leto, kar je zelo blizu sodobni vrednosti 50,2″.
V srednjem veku so islamski in latinsko-krščanski astronomi »trepidacijo« obravnavali kot gibanje zvezd stalnic, ki ga je treba dodati precesiji. To teorijo običajno pripisujejo Tabitu ibn Kori. O njegovi teoriji trepidacije in nihanja točk enakonočij so v srednjem veku veliko razpravljali. V modernem času so njegovo avtorstvo te teorije izpodbijali. Nikolaj Kopernik je leta 1543 v Kroženju nebesnih sfer objavil drugačen opis trepidacije. To delo je prva dokončna omemba precesije kot posledice gibanja Zemljine osi. Kopernik je precesijo označil za tretje Zemljino gibanje. Popolno odsotnost trepidacije je dokazal šele Tycho Brahe. At-Tusi in Brahe sta do tedaj ocenila velikost precesije z dobro točnostjo 51″ na leto.

### Moderno obdobje
Isaac Newton je več kot stoletje kasneje leta 1687 pojasnil precesijo v Matematičnih načelih naravoslovja kot posledico gravitacije.:246. Newtonove prvotne precesijske enačbe pa niso delovale in so jih Jean le Rond d'Alembert in kasnejši znanstveniki precej popravili.

## Hiparhovo odkritje
Hiparh je svoje odkritje opisal v knjigi O premiku točk Sončevih obratov in enakonočij (opisano v Almagestu III.1 in VII.2). Med Luninimi mrki je izmeril longitudo (ekliptično dolžino) zvezde Spika (Alfe Device) in ugotovil, da je približno 6° zahodno od jesenskega enakonočja. S primerjavo lastnih meritev z meritvami Timoharisa iz Aleksandrije (Evklidovega sodobnika, ki je sodeloval z Aristilom v začetku 3. stoletja pr. n. št.) je ugotovil, da se je Spikina longituda medtem zmanjšala za približno 2° (točna leta v Almagestu niso omenjena). Tudi v VII.2 je Ptolemaj točneje opazoval dve zvezdi, Regula (Alfe Leva) in Spiko. Sklepal je, da je v vsakem primeru prišlo do spremembe 2° 40' med letoma 128 pr. n. št. in 139 (torej 1° na stoletje ali en polni cikel v 36000 letih, kar je Hiparhova precesijska perioda, kot je poročal Ptolemaj – glej stran 328 v Toomerjevem prevodu Almagesta, izdaja 1998.). To gibanje je opazil tudi pri drugih zvezdah. Razmišljal je, da so se s časom premaknile le zvezde v bližini zodiaka. To je imenoval svojo »prvo domnevo« (Almagest VII.1), vendar ni poročal o nobeni kasnejši domnevi, ki bi jo morda oblikoval Hiparh. Hiparh je očitno omejil svoja ugibanja, saj je imel le nekaj starejših opažanj, ki pa niso bila preveč zanesljiva.
Ker točki enakonočij nista označeni na nebu, je Hiparh potreboval Luno kot referenčno točko. Za merjenje lege zvezde je uporabil Lunin mrk. Razvil je že način za izračun longitude Sonca v vsakem trenutku. Lunin mrk se zgodi v času ščipa, ko je Luna v opoziciji, točno 180° od Sonca. Hiparh naj bi izmeril vzdolžni lok, ki ločuje Spiko od Lune. Tej vrednosti je dodal izračunano longitudo Sonca in 180° za longitudo Lune. Enak postopek je naredil s Timoharisovimi podatki.:251 Mimogrede, opazovanja, kot so ti mrki, so glavni vir podatkov o tem kdaj je Hiparh deloval, saj je drugih biografskih podatkov o njem zelo malo. Lunina mrka, ki ju je opazoval, sta se na primer zgodila 21. aprila 146 pr. n. št. in 21. marca 135 pr. n. št.
Hiparh je preučeval precesijo tudi v knjigi O dolžini leta. Za razumevanje njegovega dela sta pomembni dve vrsti let. Tropsko leto je čas, ki ga Sonce, gledano z Zemlje, potrebuje, da se vrne v isto lego vzdolž ekliptike (njegova navidezna pot med zvezdami na nebesni sferi). Sidersko leto je čas, ki ga Sonce potrebuje, da se vrne v isto lego glede na zvezde nebesne sfere. Precesija povzroči, da zvezde vsako leto nekoliko spremenijo svojo longitudo, zato je sidersko leto daljše od tropskega leta. Z opazovanjem enakonočij in Sončevih obratov je Hiparh ugotovil, da je dolžina tropskega leta 365 + 1/4 − 1/300 dni ali 365,24667 dni.:209 Če je to primerjal z dolžino siderskega leta, je izračunal, da stopnja precesije ni manjša od 1° v stoletju. Iz tega podatka je mogoče izračunati, da je bila njegova vrednost za dolžino siderskega leta 365 + 1/4 + 1/144 dni. S podajanjem najmanjše stopnje je morda dopustil napake pri opazovanju.
Da bi se približal svojemu tropskemu letu, je Hiparh ustvaril svoj lastni lunisolarni koledar s spremembo koledarjev Metona in Kalipa v delu O interkalarnih mesecih in dnevih (sedaj izgubljenem), kot je opisal Ptolemaj v Almagest III.1. Babilonski koledar je od leta 499 pr. n. št. (z le tremi izjemami pred letom 380 pr. n. št.) uporabljal cikel 235 Luninih mesecev v 19 letih, vendar ni uporabljal določenega števila dni. Metonov cikel (432 pr. n. št.) je tem 19 letom dodelil 6940 dni, tako da je bila dolžina povprečnega leta 365 + 1/4 + 1/76 ali 365,26316 dni. Kalipov cikel (330 pr. n. št.) je odvrgel en dan od štirih Metonovih ciklov (76 let) za povprečno dolžino leta 365 + 1/4 ali 365,25 dni. Hiparh je od štirih Kalipovih ciklov (304 leta) izpustil še en dan in ustvaril Hiparhov cikel s povprečno dolžino leta 365 + 1/4 − 1/304 ali 365,24671 dni, kar je bilo blizu njegovi dolžini tropskega leta 365 + 1/4 − 1/300 ali 365,24667 dni.
Hiparhove matematične sledi se najdejo v antikiterskem mehanizmu, starodavnem astronomskem računalniku iz 2. stoletja pr. n. št. Mehanizem temelji na tropskem letu, Metonovem ciklu, ki je obdobje, ko se Luna znova pojavi na istem mestu na nebu z isto fazo (ščip se pojavi na istem mestu na nebu približno v 19 letih), Kalipovem ciklu (ki je enak štirim Metonovim ciklom in točnejši), saroškem ciklu in ekseligmosu (trije saroški cikli za točno napoved mrka). Proučevanje antikiterskega mehanizma dokazuje, da so starodavni uporabljali zelo točne koledarje, ki so temeljili na vseh vidikih Sončevega in Luninega navideznega gibanja na nebu. Pravzaprav lunarni mehanizem, ki je del antikiterskega mehanizma, prikazuje gibanje Lune in njeno fazo za določen čas z uporabo niza štirih zobnikov z zatičem in režo, ki daje spremenljivo Lunino hitrost, katere vrednost je zelo blizu drugemu Keplerjevemu zakonu, tj. upošteva hitro gibanje Lune v prizemlju in počasnejše gibanje v odzemlju. To odkritje dokazuje, da je bila Hiparhova matematika veliko naprednejša, kot jo opisuje Ptolemaj v svojih knjigah, saj je očitno, da je razvil dober približek drugega Keplerjevega zakona.

## Spreminjanje polarnih zvezd
Posledica precesije je spreminjanje lege polarne zvezde. Trenutno je Severnica izjemno primerna za označevanje lege severnega nebesnega pola, saj je Severnicazmerno svetla zvezda z navideznim sijem 2,1 (spremenljivka) in se nahaja približno eno stopinjo od pola, brez zelo bližnih zvezd podobnega sija.
Prejšnja severna polarna zvezda je bila Kohab (Beta Malega medveda), druga najsvetlejša zvezda v Malem medvedu, ki se nahaja 16 stopinj od Severnice. To vlogo je imela od leta 1500 pr. n. št. do leta 500. Svoj čas ni bil tako točna, kot je sedaj Severnica. Zdaj se Kohab in njegova soseda Ferkad (Gama Malega medveda) imenujeta »varuha pola« (pri čemer je mišljena Severnica).
Po drugi strani pa je Tuban (Alfa Zmaja) v ozvezdju Zmaja, ki je bil severna polarna zvezda leta 3000 pr. n. št., veliko manj opazen z navideznim sijem 3,67 (ena petina sija Severnice). Sedaj je na svetlobno onesnaženem urbanem nebu praktično neviden.
Ko bo Severnica okoli leta 27.800 znova postala severna zvezda, bo zaradi svojega lastnega gibanja bolj oddaljena od pola, kot je zdaj, medtem ko se je leta 23.600 pr. n. št. približala polu.
Težje je v tem trenutku najti južni nebesni pol na nebu, saj je to področje še posebej pust del neba, nominalna južna polarna zvezda pa je Sigma Oktanta, ki je z navideznim sijem 5,5 komaj vidna s prostim očesom tudi pod idealnimi pogoji. To pa se bo spremenilo od 80. do 90. stoletja, ko bo južni nebesni pol potoval skozi Lažni križ.
Ta položaj je viden tudi na zvezdni karti. Usmerjenost južnega pola se premika proti ozvezdju Južni križ. Zadnjih približno 2000 let je Južni križ kazal na južni nebesni pol. Posledično je ozvezdje težko videti s subtropskih severnih zemljepisnih širin, za razliko od tega, kako je bilo v času starih Grkov. Južni križ je mogoče gledati s severa vse do Miamija (približno 25° S), vendar le pozimi/zgodaj spomladi.

## Premik polov in premik enakonočij
Slike na desni poskušajo pojasniti razmerje med precesijo Zemljine vrtilne osi in premikom enakonočij. Te slike prikazujejo lego Zemljine vrtilne osi na nebesni sferi, izmišljeni sferi, ki postavlja zvezde glede na njihovo lego, kot se jih vidi z Zemlje, ne glede na njihovo dejansko oddaljenost. Prva slika prikazuje nebesno sfero od zunaj, z ozvezdji v zrcalni podobi. Druga slika prikazuje perspektivo lege blizu Zemlje, kot se ga vidi skozi zelo širokokotno lečo (iz katere izhaja očitno popačenje).
Zemljina vrtilna os v obdobju 25.700 let opisuje majhno modro krožnico med zvezdami blizu vrha diagrama s središčem na severnem polu ekliptike (modra črka E) in s kotnim polmerom približno 23,4°, ki je znan kot nagib vrtilne osi. Smer precesije je nasprotna dnevnemu vrtenju Zemlje okrog svoje osi. Rjava os je bila Zemljina vrtilna os pred 5000 leti, ko je kazala na zvezdo Tuban. Rumena os, ki kaže na Severnico, zdaj označuje os.
Enakonočji nastopita tam, kjer se nebesni ekvator seka z ekliptiko (pomladišče, rdeča črta), to je tam, kjer je Zemljina vrtilna os pravokotna na premico, ki povezuje središči Sonca in Zemlje. (Upoštevati je treba, da se izraz »enakonočje« tukaj nanaša na tako definirano točko na nebesni sferi in ne na trenutek, ko je Sonce nad glavo na ekvatorju, čeprav sta oba pomena povezana.) Ko os precesira iz ene usmerjenosti v drugo, se Zemljina ekvatorska ravnina (označena s krožno mrežo okrog ekvatorja) premika. Nebesni ekvator je le Zemljin ekvator, ki je projiciran na nebesno sfero, zato se giblje tako, kot se giblje Zemljina ekvatorska ravnina, z njo pa se premika tudi presečišče z ekliptiko. Lege polov in ekvatorja na Zemlji se ne spreminjajo, spremeni se le usmerjenost Zemlje proti zvezdam stalnicam.
Kot je razvidno iz rjave mreže, je bilo pred 5000 leti pomladansko enakonočje blizu zvezde Aldebaran v Biku. Zdaj, kot je razvidno iz rumene mreže, se je premaknilo (označeno z rdečo puščico) nekam v ozvezdje Rib.
Takšne fotografije so le prvi približki, saj ne upoštevajo spremenljive hitrosti precesije, spremenljivega nagiba ekliptike, planetarne precesije (počasnega vrtenja ravnine ekliptike same, trenutno okrog osi, ki se nahaja na ravnini z longitudo 174,8764°) in lastna gibanja zvezd.
Precesijske dobe vsakega ozvezdja, pogosto znane kot »veliki meseci«, so podane približno v spodnji razpredelnici:
| ozvezdje | približni datum | približni datum |
| ozvezdje | začetek         | konec           |
| -------- | --------------- | --------------- |
| Bik      | 4500 pr. n. št  | 2000 pr. n. št  |
| Oven     | 2000 pr. n. št  | 100 pr. n. št   |
| Ribi     | 100 pr. n. št   | 2700            |

## Vzrok
Precesijo enakonočij povzročajo gravitacijske sile Sonca in Lune ter v manjši meri druga telesa na Zemljo. Prvi jo je pojasnil Newton.
Precesija enakonočij je podobna precesiji vrtavke. V obeh primerih je delujoča sila posledica gravitacije. Pri vrtavki je ta sila na začetku skoraj vzporedna z vrtilno osjo in se povečuje, ko se vrtavka upočasni. Za žiroskop na stojalu se lahko približa 90°. Za Zemljo pa sta delujoči sili Sonca in Lune bolj pravokotni na vrtilno os.
Zemlja ni popolna krogla, temveč sploščeni sferoid, katere ekvatorialni premer je približno 43 kilometrov večji od njenega polarnega premera. Zaradi Zemljinega nagiba vrtilne osi je večji del leta polovica te ekvatorske izbokline, ki je najbližje Soncu, zunaj središča, bodisi proti severu bodisi proti jugu, daljna polovica pa je zunaj središča na nasprotni strani. Gravitacijska sila na bližjo polovico je močnejša, saj se gravitacija zmanjšuje s kvadratom razdalje, tako da to ustvari majhen navor na Zemljo, saj Sonce vleče močneje na eno stran Zemlje kot na drugo. Os tega navora je približno pravokotna na Zemljino vrtilno os, tako da vrtilna os precesira. Če bi bila Zemlja popolna krogla, precesije ne bi bilo.
Ta povprečni navor je pravokoten na smer, v kateri je vrtilna os nagnjena stran od pola ekliptike, tako da ne spremeni samega nagiba osi. Velikost navora Sonca (ali Lune) se spreminja glede na kot med smerjo Zemljine vrtilne osi in smerjo gravitacijske privlačnosti. Približuje se ničli, ko sta smeri pravokotni. To se na primer zgodi ob enakonočjih v primeru interakcije s Soncem. To je razvidno iz tega, ker sta bližnja in daljna točka poravnani z gravitacijskim privlakom, tako da ni navora zaradi razlike v gravitacijskem privlačenju.
Čeprav je zgornja razlaga vključevala Sonce, enaka razlaga velja za vsa telesa, ki se gibljejo okrog Zemlje, vzdolž ali blizu ekliptike, predvsem pa za Luno. Skupno delovanje Sonca in Lune se imenuje lunisolarna precesija. Poleg enakomernega naprednega gibanja (kar ima za posledico polni krog v približno 25.700 letih) povzročata Sonce in Luna tudi majhne periodične spremembe zaradi svojih spreminjajočih se leg. Ta nihanja, tako v precesijski hitrosti kot v nagibu vrtilne osi, so znana kot nutacija. Najpomembnejši člen ima periodo 18,6 let in amplitudo 9,2″. Ta nutacija je posledica 5° razlike med ravnino Luninega tira, ravnino Zemljinega tira in gravitacijskim vlečenjem ene na drugo.
Poleg lunisolarne precesije delovanje drugih planetov Osončja povzroči, da se celotna ekliptika počasi vrti okrog osi z ekliptično dolžino približno 174°, merjeno na trenutni ekliptiki. Ta tako imenovani planetarni precesijski premik pomeni vrtenje ravnine ekliptike za 0,47″ na leto (več kot stokrat manj kot lunisolarna precesija). Vsota obeh precesij je znana kot splošna precesija.

## Izračun
Plimska sila na Zemljo zaradi motečega telesa (Sonca, Lune ali planeta) je izražena z Newtonovim splošnim gravitacijskim zakonom, pri čemer velja, da je gravitacijska sila motečega telesa na Zemljini najbližji strani večja od gravitacijske sile na Zemljini oddaljeni strani za količino, ki je sorazmerna razliki kubov razdalj med bližnjo in oddaljeno stranjo. Če se gravitacijska sila motečega telesa, ki deluje na Zemljino maso kot točkovna masa v središču Zemlje (ki zagotavlja centripetalno silo, kar povzroča tirno gibanje), odšteje od gravitacijske sile motečega telesa povsod na površini Zemlja, ostane to kar se lahko šteje za plimsko silo. To daje paradoksalno predstavo o sili, ki deluje stran od satelita, vendar je v resnici preprosto manjša sila proti temu telesu zaradi gradienta v gravitacijskem polju. Za precesijo se lahko to plimsko silo združi v dve sili, ki delujeta le na ekvatorsko izboklino zunaj srednjega sferičnega polmera. To dvojico sil je mogoče razstaviti na dva para komponent, en par je vzporeden z Zemljino ekvatorialno ravnino proti in stran od motečega telesa, ki se medsebojno izničita, drugi par pa je vzporeden z Zemljino vrtilno osjo, oba proti ravnini ekliptike. Slednji par sil ustvari vektor navora na Zemljini ekvatorski izboklini:
{\displaystyle \mathbf {T} ={\frac {3\mu }{r^{3}}}(J-A)\sin \delta \cos \delta {\begin{pmatrix}\sin \alpha \\-\cos \alpha \\0\end{pmatrix}}\!\,,}
kjer je:
- {\displaystyle \mu =\kappa m\!\,} – standardni gravitacijski parameter motečega telesa
- {\displaystyle r\!\,} – geocentrična razdalja do motečega telesa
- {\displaystyle J\!\,} – masni vztrajnostni moment okrog Zemljine vrtilne osi
- {\displaystyle A\!\,} – masni vztrajnostni moment okrog ekvatorskega Zemljinega premera
- {\displaystyle J-A\!\,} – masni vztrajnostni moment Zemljine ekvatorske izbokline ({\displaystyle J>A\!\,})
- {\displaystyle \delta \!\,} – deklinacija motečega telesa (severno ali južno od ekvatorja)
- {\displaystyle \alpha \!\,} – rektascenzija motečega telesa (vzhodno od pomladnega enakonočja).

Trije enotski vektorji navora v središču Zemlje (od zgoraj navzdol) so {\displaystyle \mathbf {x} \!\,} na premici znotraj ravnine ekliptike (presečišče Zemljine ekvatorialne ravnine z ravnino ekliptike), ki je usmerjena proti pomladnemu enakonočju, {\displaystyle \mathbf {y} \!\,} na premici v ravnini ekliptike, usmerjena proti poletnemu Sončevemu obratu (90° vzhodno od {\displaystyle \mathbf {x} \!\,}), in {\displaystyle \mathbf {z} \!\,} na premici, usmerjeni proti severnemu polu ekliptike.
Vrednost treh sinusnih členov v smeri {\displaystyle \mathbf {x} \!\,} ({\displaystyle \sin \delta \cos \delta \sin \alpha \!\,}) za Sonce je kvadratna sinusna valovna oblika, ki se spreminja od nič ob enakonočjih (0°, 180°) do 0,36495 ob Sončevih obratih (90°, 270°). Vrednost v smeri {\displaystyle \mathbf {y} \!\,} ({\displaystyle \sin \delta \cos \delta (-\cos \alpha )\!\,}) za Sonce je sinusno valovanje, ki se spreminja od nič ob štirih enakonočjih in Sončevih obratih do ±0,19364 (malo več kot polovica vrha kvadrata sinusa) na polovici poti med vsakim enakonočjem in Sončevim obratom z vrhovi, rahlo nagnjenimi proti enakonočjema (43,37°(−), 136,63°(+), 223,37°(−), 316,63°(+)). Obe Sončevi valovni obliki imata približno enako amplitudo od vrha do vrha in enako periodo, polovico obrata ali polovico leta. Vrednost v smeri {\displaystyle \mathbf {z} \!\,} je nič.
Povprečni navor sinusnega valovanja v smeri {\displaystyle \mathbf {y} \!\,} je enak nič za Sonce ali Luno, zato ta komponenta navora ne vpliva na precesijo. Povprečni navor kvadrata sinusa valovne oblike v smeri {\displaystyle \mathbf {x} \!\,} za Sonce ali Luno je:
{\displaystyle T_{x}={\frac {3}{2}}{\frac {\mu }{a^{3}\left(1-e^{2}\right)^{\frac {3}{2}}}}(J-A)\sin \varepsilon \cos \varepsilon \!\,,}
kjer je:
- {\displaystyle a\!\,} – velika polos Zemljinega (Sončevega) ali Luninega tira
- {\displaystyle e\!\,} – izsrednost Zemljinega (Sončevega) ali Luninega tira

in 1/2 predstavlja povprečje kavdrata sinusa valovne oblike, {\displaystyle a^{3}\left(1-e^{2}\right)^{\frac {3}{2}}\!\,} predstavlja kub povrečne razdalje Sonca ali Lune od Zemlje po celotnem eliptičnem tiru, {\displaystyle \varepsilon \!\,} (kot med ekvatorialno ravnino in ravnino ekliptike) pa je največja vrednost {\displaystyle \delta \!\,} za Sonce in povprečna največja vrednost za Luno v celotnem 18,6-letnem ciklu.
Precesija je enaka:
{\displaystyle {\frac {\mathrm {d} \psi }{\mathrm {d} t}}={\frac {T_{x}}{J\omega \sin \epsilon }}\!\,,}
kjer je {\displaystyle \omega \!\,} Zemljina kotna hitrost in {\displaystyle J\omega \!\,} Zemljina vrtilna količina. Tako je komponenta prvega reda precesije zaradi Sonca enaka:
{\displaystyle {\frac {\mathrm {d} \psi _{\rm {S}}}{\mathrm {d} t}}={\frac {3}{2}}\left[{\frac {\mu }{a^{3}\left(1-e^{2}\right)^{\frac {3}{2}}}}\right]_{\rm {S}}\left[{\frac {J-A}{J}}{\frac {\cos \epsilon }{\omega }}\right]_{\rm {Z}}\!\,,}
in zaradi Lune je prispevek:
{\displaystyle {\frac {\mathrm {d} \psi _{\rm {L}}}{\mathrm {d} t}}={\frac {3}{2}}\left[{\frac {\mu \left(1-{\frac {3}{2}}\sin ^{2}i\right)}{a^{3}\left(1-e^{2}\right)^{\frac {3}{2}}}}\right]_{\rm {L}}\left[{\frac {J-A}{J}}{\frac {\cos \epsilon }{\omega }}\right]_{\rm {Z}}\!\,,}
kjer je {\displaystyle i\!\,} kot med ravnino Luninega tira in ravnino ekliptike.
V teh dveh enačbah so parametri Sonca v oglatih oklepajih z oznako {\displaystyle \mathrm {S} \!\,}, Lunini parametri so v oglatih oklepajih z oznako {\displaystyle \mathrm {L} \!\,} in parametri Zemlje v oglatih oklepajih z oznako {\displaystyle \mathrm {Z} \!\,}. Izraz {\displaystyle \left(1-{\frac {3}{2}}\sin ^{2}i\right)\!\,} upošteva naklon Luninega tira glede na ekliptiko. Izraz {\displaystyle (J-A)/J\!\,} je Zemljina dinamična eliptičnost ali sploščenost, ki je prilagojena opazovani precesiji, ker notranja zgradba Zemlje ni dovolj podrobno znana. Če bi bila Zemlja homogena, bi bil člen enak kvadratu njene tretje izsrednosti::200
{\displaystyle e''^{2}={\frac {r_{a}^{2}-r_{b}^{2}}{r_{a}^{2}+r_{b}^{2}}}\!\,,}
kjer je {\displaystyle r_{a}\!\,} ekvatorialni polmer (6.378.137 m) in {\displaystyle r_{b}\!\,} polarni premer (6.356.752 m), tako da je {\displaystyle e^{2}=0,003358481\!\,}.
Veljavni parametri za epoho J2000,0, zaokroženi na sedem značilnih števk (brez vodilne 1), so:
| Sonce                    | Luna                    | Zemlja                  |
| ------------------------ | ----------------------- | ----------------------- |
| μ = 1,3271244×1020 m3/s2 | μ = 4,902799×1012 m3/s2 | (J − A)/J = 0,003273763 |
| a = 1,4959802×1011 m     | a = 3,833978×108 m      | ω = 7,292115×10−5 rad/s |
| e = 0,016708634          | e = 0,05554553          | ε = 23,43928°           |
|                          | i = 5,156690°           |                         |

kar da:
{\displaystyle \mathrm {d} \psi _{\rm {S}}/\mathrm {d} t=2,450183\cdot 10^{-12}/{\text{s}}\!\,,}
{\displaystyle \mathrm {d} \psi _{\rm {L}}/\mathrm {d} t=5,334529\cdot 10^{-12}/{\text{s}}\!\,,}
pri čemer je treba obe vrednosti pretvoriti v ″/a (ločne sekunde/leto) s številom ločnih sekund v 2π radianih (1,296×106″/2π) in številom sekund v enem letu (julijansko leto) (3,15576×107s/a):
{\displaystyle \mathrm {d} \psi _{\rm {S}}/\mathrm {d} t=15,948788''/{\text{a}}\!\,} proti {\displaystyle 15,948870''/{\text{a}}\!\,} iz Williams (1994)
{\displaystyle \mathrm {d} \psi _{\rm {L}}/\mathrm {d} t=34,723638''/{\text{a}}\!\,} proti {\displaystyle 34,457698''/{\text{a}}\!\,} iz Williams (1994).
Enačba za Sonce je dobra predstavitev precesije zaradi Sonca, ker je Zemljin tir blizu elipse in jo drugi planeti le rahlo motijo. Enačba za Luno ni tako dobra predstavitev precesije zaradi Lune, ker Lunin tir močno popači Sonce in niti polmer niti izrednost nista konstantna skozi leto.

## Vrednosti
Newcombov izračun ob koncu 19. stoletja za splošno precesijo ({\displaystyle p\!\,}) v longitudi je dal vrednost 5.025,64″ na tropsko stoletje, kar je bila splošno sprejeta vrednost, dokler umetni sateliti niso zagotovili točnejša opazovanja in elektronski računalniki omogočili izračun bolj dodelanih modelov:
{\displaystyle p=5.025,64+0,0222\,T\!\,}
v ločnih sekundah, kjer je {\displaystyle T\!\,} čas v julijanskih stoletjih (to je 36.525 dni) od epohe J1900,0.
Jay Henry Lieske je leta 1976 razvil posodobljeno teorijo, kjer je {\displaystyle p\!\,} enaka 5.029,0966″ (ali 1,3969713°) na julijansko stoletje. Mednarodna astronomska zveza je to vrednost na svoji 16. generalni skupščini v Grenoblu prevzela za novo osnovo:
{\displaystyle p=5.029,0966+0,0222\,T\!\,}
v ločnih sekundah, kjer je {\displaystyle T\!\,} čas v julijanskih stoletjih od epohe J2000,0.
Sodobne tehnike, kot sta VLBI in LLR so omogočile nadaljnje izboljšave. Mednarodna astronomska zveza je leta 2000 sprejela novo konstantno vrednost, leta 2003 in 2006 pa nove računske metode in polinomske izraze. Vrednost akumulirane precesije je:
{\displaystyle p_{\rm {A}}=5.928,796195\,T+1,10543348\,T^{2}+{\text{členi višjih redov}}\!\,}
v ločnih sekundah, {\displaystyle T\!\,} pa je čas v julijanskih stoletjih od epohe J2000,0.
Stopnja precesije je odvod tega:
{\displaystyle p=5.928,796195+1,10543348\,T+{\text{členi višjih redov}}\!\,.}
Konstantni člen te stopnje (5.028,796195″ na stoletje v zgornji enačbi) ustreza enemu celotnemu precesijskemu krogu v 25.771,57534 letih (en polni krog 360°, deljen s 50,28796195″ na leto), čeprav nekateri drugi viri navajajo vrednost 25771,4 leta, kar pušča majhno negotovost.
Stopnja precesije ni konstantna, ampak (trenutno) počasi narašča skozi čas, kot kažejo linearni (in višji) členi v {\displaystyle T\!\,}. V vsakem primeru je treba poudariti, da je ta formula veljavna samo v omejenem časovnem obdobju. To je polinomski izraz, osredotočen na datum J2000,0, empirično prilagojen opazovalnim podatkom, ne pa na determinističnem modelu Osončja. Jasno je, da če {\displaystyle T\!\,} postane dovolj velik (daleč v prihodnosti ali daleč v preteklosti), bo prevladal kvadratni člen {\displaystyle T^{2}\!\,}, {\displaystyle p\!\,} pa bo dosegla zelo velike vrednosti. V resnici podrobnejši izračuni na numeričnem modelu Osončja kažejo, da ima precesijska stopnja periodo približno 41.000 let, enako kot nagib vrtilne osi. To je:
{\displaystyle p=A+BT+CT^{2}+\cdots \!\,}
je približek:
{\displaystyle p=a+b\sin \left({\frac {2\pi T}{P}}\right)\!\,,}
kjer je {\displaystyle P\!\,} 41.000-letna perioda.
Teoretični modeli lahko izračunajo konstante (koeficiente), ki ustrezajo višjim potencam {\displaystyle T\!\,}, toda ker je nemogoče, da se polinom ujema s periodično funkcijo pri vseh številih, bo razlika v vseh takšnih približkih neomejeno naraščala ko se bo povečal {\displaystyle T\!\,}. Zadostno točnost je mogoče doseči v omejenem časovnem obdobju tako, da se opazovalnim podatkom prilagodi polinom dovolj visokega reda namesto nujno nepopolnega dinamičnega numeričnega modela. Za trenutne izračune tire leta umetnih satelitov in vesoljskih plovil daje polinomska metoda boljšo točnost. V tem pogledu je Mednarodna astronomska zveza izbrala najbolje razvito razpoložljivo teorijo. Do nekaj stoletij v preteklost in prihodnost se nobena od uporabljenih formul ne razlikuje veliko. Za do nekaj tisoč let v preteklosti in prihodnosti se večina ujema z določeno točnostjo. Za bolj oddaljena obdobja postanejo odstopanja prevelika – točne stopnje in periode precesije morda ne bo mogoče izračunati z uporabo teh polinomov niti za eno samo celotno periodo precesije.
Precesija Zemljine vrtilne osi je zelo počasen pojav, a na ravni točnosti, s katero delajo astronomi, jo je treba upoštevati vsakodnevno. Upoštevati je treba, da čeprav sta precesija in nagib Zemljine osi (nagnjenost ekliptike) izračunana iz iste teorije in sta tako medsebojno povezana, obe gibanji delujeta neodvisno drug od drugega in se gibljeta v nasprotnih smereh.
Stopnja precesije kaže sekularno zmanjšanje zaradi plimske disipacije s 59"/a na 45"/a (a = annum = julijansko leto) med periodo 500 milijonov let, usredinjeno na sedanjost. Po povprečenju kratkoročnih nihanj (več deset tisoč let) se lahko dolgoročni trend približa z naslednjimi polinomi za negativni in pozitivni čas od sedanjosti v "/a, kjer je {\displaystyle T\!\,} v milijardah julijanskih let (Ga):
{\displaystyle p^{-}=50,475838-26,368583\,T+21,890862\,T^{2}\!\,}
{\displaystyle p^{+}=50,475838-27,000654\,T-15,603265\,T^{2}\!\,.}
To da zdaj povprečno dolžino cikla 25.676 let.
Precesija bo večja od {\displaystyle p^{+}\!\,} za majhno vrednost +0,135052"/a med +30 Ma in +130 Ma. Skok do tega presežka nad {\displaystyle p^{+}\!\,} se bo zgodil šele čez 20 Ma, ki se začne zdaj, ker sekularno zmanjšanje precesije začenja preseči resonanco v Zemljinem tiru, ki jo povzročajo drugi planeti .
Po mnenju Williama Warda, ko se bo v približno 1.500 milijonih letih razdalja Lune, ki nenehno narašča zaradi učinkov plimovanja, povečala s sedanjih 60,3 na približno 66,5 Zemljinih polmerov, bo resonanca zaradi planetarnih učinkov potisnila precesijo najprej na 49.000 let, nato pa, ko bo Luna v približno 2.000 milijonih letih dosegla 68 Zemljinih polmerov, do 69.000 let. To bo povezano tudi z divjimi nihanji nagiba vrtilne osi. Ward pa je uporabil nenormalno veliko sodobno vrednost za disipacijo plimovanja. Z uporabo 620-milijonskega povprečja, ki ga zagotavljajo plimski ritmiti približno polovice sodobne vrednosti, te resonance ne bodo dosežene do približno 3000 oziroma 4000 milijonov let. Vendar pa bodo zaradi postopoma naraščajočega Sončevega izseva Zemljini oceani izhlapeli pred tem časom (čez približno 2100 milijonov let).